# 鱷魚萊爾
《鱷魚萊爾》（英語：Lyle, Lyle, Crocodile）是貝爾納·韋伯於1965年首次出版的兒童讀物，是1962年出版的《東88街上的那棟房子》的續集。
這本書是鱷魚萊爾系列的第二部，講述了萊爾的生活，萊爾是一隻居住在現代城市的鱷魚，與普里姆斯一家住在維多利亞時代的褐砂石房屋中。

## 故事線
故事開始於萊爾和普里姆夫人去購物，並遇到他們的鄰居格魯普斯先生。脾氣暴躁的格魯普斯先生覺得萊爾很討厭，因為萊爾嚇壞了他的貓洛蕾塔，所以把這隻鱷魚扔進了動物園。萊爾被他的主人赫克托·P·瓦倫蒂放了出來後，他們回到了東88街的房子，發現格魯普斯先生的家著火了。萊爾救出了他和他的貓，因此被同意留在普里姆斯身邊，並受到格魯普斯先生和洛蕾塔的熱情接納。

## 改編
這本書是1962年《東88街上的那棟房子》的續集。在1987年，這書以及1962年的上集被改編成HBO的動畫音樂電視特別節目，動畫導演邁克爾·斯波恩和作曲家查爾斯·斯特勞斯的音樂，名為《鱷魚萊爾：東88街上的那棟房子音樂劇》。這兩本書也是2022年電影《紐約愛音鱷》的基礎。